# معافه
معافه (به عربی: معافة) یک شهرداری در الجزایر است که در استان باتنه واقع شده‌است.